# Riserva naturale parziale Selva del Lamone
La riserva naturale Selva del Lamone è un'area naturale protetta situata nel comune Farnese, nella provincia di Viterbo e al confine con la Toscana. La riserva occupa una superficie di 2.002 ettari ed è stata istituita nel 1994.
Nel 2005 la Selva del Lamone e la contigua zona detta Il Crostoletto sono state proposte come siti di importanza comunitaria, con D.M. 25 marzo 2005.
Al suo interno si trova l'area archeologica di Rofalco.

## Fauna
Le specie più comuni sono la volpe, la faina e il gatto selvatico, ma il re incontrastato di questo territorio è il cinghiale, affiancato dall'istrice e dalla lepre. 
Molto diffuso è anche il Picchio Rosso maggiore (simbolo della riserva); tra i rettili è facile incontrare l'Aspide (Vipera aspis). 

## Flora
La zona è caratterizzata da boschi di querce a tratti impenetrabili, cerreti (Quercus cerris), cerro-sugherete (Quercus crenata) e leccete (Quercus ilex); numerosa la presenza di aceri e carpini. 
Arbusti ed essenze aromatiche, muschi e licheni crescono sull'antica lava vulcanica di 50.000 anni fa del vulcano Vulsinio che emerge in grandi rocce nella selva. Coltivi agricoli detti "roggi".

## Siti archeologici nel territorio della Riserva
- Sorgenti della Nova, abitato dell'età del Bronzo finale.
- Tomba del Gottimo, tomba a camera etrusca.
- Rofalco, fortezza tardo etrusca.
- Chiesa di Santa Maria di Sala, sorta in epoca longobarda come monastero, forse da parte dei monaci del monastero di San Colombano di Ischia di Castro, e ricostruita nel XII secolo, quando il vescovo di Castro, diocesi di appartenenza di S. Maria, chiamò i monaci cistercensi dell'abbazia di Santa Maria di Staffarda in Piemonte. Il complesso venne abbandonato nel 1257 e ne rimase solo la chiesa. L'edificio è stato restaurato fra il 2013 ed il 2014[4][5][6].